# Ameghiniella
Ameghiniella is een geslacht van schimmels behorend tot de familie Cordieritidaceae. Het geslacht werd beschreven door Italiaans-Argentijnse botanicus Carlo Luigi Spegazzini en in 1887 geldig gepubliceerd. De typesoort is Ameghiniella australis.

## Soorten
Volgens Index Fungorum telt dit geslacht twee soorten (peildatum november 2020):
| Soortnaam              | Auteur(s)                                 | Publicatiejaar |
| ---------------------- | ----------------------------------------- | -------------- |
| Ameghiniella australis | Speg.                                     | 1887           |
| Ameghiniella plicata   | (W. Phillips & Harkn.) W.Y. Zhuang & Korf | 1988           |